# Allozelotes
Allozelotes is een geslacht van spinnen uit de familie bodemjachtspinnen (Gnaphosidae).

## Soorten
De volgende soorten zijn bij het geslacht ingedeeld:
- Allozelotes dianshi Yin & Peng, 1998
- Allozelotes lushan Yin & Peng, 1998
- Allozelotes microsaccatus Yang et al., 2009
- Allozelotes songi Yang et al., 2009